# Die stärkere Macht (1929)
Die stärkere Macht ist ein deutsches Stummfilm-Drama aus dem Jahre 1929 von Gennaro Righelli mit Theodor Loos und Fritz Kortner in den Hauptrollen.

## Handlung
Im alten Russland zur Zarenzeit: Der Häftling Gregor Wassiljewitsch Jegorow flieht gemeinsam mit seiner Tochter Marfa aus einem sibirischen Straflager, das unter der Herrschaft des unnachgiebig-grausamen Militärgouverneurs Fürst Dimitri Wagarin geführt wird. Doch man kommt nicht weit, und bald fangen die zaristischen Häscher den Entflohenen wieder ein. Marfa bittet bei Wagarin vergebens um Gnade. Wenn sie jedoch bereit sei, ihm zu Willen zu sein, würde er sein hartes Urteil überdenken, so der fürstliche Lüstling. Marfa ist verzweifelt, erhält aber unerwartete Hilfe vom jungen Fürsten Alexej, der sie aus der Zwangslage befreit. 
In der Zwischenzeit beginnt es im Straflager zu brodeln, und die Gefangenen wollen sich für die unangemessene Härte und die tagtäglichen Misshandlungen am dafür verantwortlichen Fürsten rächen. Als der alte Wagarin mit seinen Offizieren per Bahn nach Moskau reisen will, werden die Weichen so umgestellt, dass der Zug beim Passieren einer Brücke entgleisen und in den Fluss stürzen muss. Doch Gregor Jegorow verhindert die Katastrophe unter Einsatz seines Lebens. Nach seinem heroischen Tod ist es an dem jungen Fürsten Alexej, sich fortan um das Wohl von Marfa Jegerow, in die er sich zwischenzeitlich verliebt hat, zu kümmern.

## Produktionsnotizen
Die stärkere Macht, auch bekannt unter dem Untertitel Die Nacht des Schreckens, entstand ab Juni 1929 im Filmstudio von Staaken bei Berlin, passierte die Filmzensur am 30. August desselben Jahres und wurde am 23. September 1929 in Berlins Capitol-Kino uraufgeführt. Der mit Jugendverbot belegte Siebenakter besaß eine Länge von 2522 Meter. 
Gustav A. Knauer und Willy Schiller gestalteten die Filmbauten.
Für die britische Stummfilmschauspielerin Alma Taylor, einst „der Kinderstar der frühen englischen Kinematographie“, endete mit diesem Deutschland-Ausflug (und dem in Der Hund von Baskerville) Mitte 1929 ihre Starkarriere; im Tonfilm wurde sie kaum mehr besetzt.

## Kritiken
Der Film erhielt überwiegend schlechte Besprechungen, nachfolgend drei Beispiele:

„Ein neuer Abzug von dem alten Klischee: Filmromantik aus Vorkriegsrußland. Vom Bauernbart bis zur Balalaika, von der Knute bis zur heimlichen Verschwörung fehlt kein Requisit dieser Kulissenwelt ...“

„Ein Film der tausend Albernheiten. Sträfling und Großfürst stehen zum Schluß Schulter an Schulter. Vergessen sind Prügel, Schmach und Schande. Mit welch naiver Unkenntnis, mit welch technischer Lotterei dieser Film gedreht ist, bleibt beispiellos. (…) Der dümmste und reaktionärste Film, der bisher im Capitol gelaufen ist.“

„Von der Darstellung bleiben einige (nicht mehr ganz unbekannte) Gesten Kortners in Erinnerung. Das ist zu wenig.“